# Филип Оберкнежевић
Филип Оберкнежевић (Вуковар, 25. октобар 1839 - Нови Сад, 24. јун 1911) је био српски филолог, преводилац, професор Српске велике православне гимназије и директор Новосадске ниже реалне гимназије.

## Биографија
Основну школу завршио је у Вуковару, а гимназију је похађао у Винковцима и Новом Саду. Студирао класичну филологију на Филозофском факултету у Пешти, где је и положио професорски испит 29. априла 1867.

### Професор гимназије
У новосадској Српској гимназији почиње да ради 1860. године. Предавао је латински, старогрчки и немачки језик, а извесно време и цртање, геометријско цртање и краснопис. Због подршке Светозару Милетићу отпуштен је 1867. године. Након тога је био привремени професор а затим и директор новосадске Ниже реалне гимназије. У Српску гимназију је враћен 1870. али је у наредним годинама прогањан од власти, и у више наврата отпуштан и враћан у службу. Пензионисан је 1903. године.

### Ангажман у Српском народном позоришту
Био члан Позоришног одсека и привремени, па стални актуар (секретар) Друштва за Српско народно позориште (СНП). Добијао је на оцену приспеле позоришне комаде.

### Матица српска
Члан Књижевног одељења Матице српске постао 1869. године, у којем је добијао на оцену књижевна дела. Краће време је обављао и дужност Матичиног библиотекара.

### Књижевно-научни рад
Стручне радове и преводе објављивао је у Даници, Летопису Матице српске, Јавору и Позоришту. Написао је неколико уџбеника и приручника за немачки и латински језик (1874-1888). Од радова се издвајају О моралном образовању и нарочито о развијању карактера (1894) и Јулије Цезар и Цицерон (1896).
За СНП је са немачког превео и адаптирао следећа дела: Заручник и невеста у једној особи, Љубоморна жена, Рукавица и лепеза, Партија пикета, Несуђеница или Шта говори свет? и После венчања.
Сахрањен је на Успенском гробљу у Новом Саду.